# Chopper (pel·lícula)
Chopper és una pel·lícula australiana dirigida per Andrew Dominik, estrenada el 2000. Ha estat doblada al català. Aquest film segueix la vida d'un criminal australià autor de best-sellers. Ha estat doblada al català.

## Argument
Aquest primer llargmetratge d'Andrew Dominik explica la vida de l'enemic públic no 1 a Austràlia, el molt carismàtic Mark " Chopped" Read. Volent imposar-se com a cap al sector d'alta seguretat d'una presó australiana, on està empresonat per haver organitzat un atemptat contra un jutge, Chopper assassina Keithy George. Aquest incident, molt corrent a la presó, serà un esdeveniment capital en la seva vida.
Traït, temut i aclamat per milers de fans arreu del món, Chopper ens porta a través de la seva història. Menteix més que respira; de temperament calent, aquest assassí en sèrie pot girar tota una situació al seu favor i pot justificar-se sense ser-ne acusat.

## Repartiment
- Eric Bana: Mark Brandon 'Chopper' Read
- Simon Lyndon: Jimmy Loughnan
- David Field: Keithy George
- Daniel Wyllie: Bluey
- Bill Young: el detectiu Downie
- Vince Colosimo: Neville Bartos
- Kenny Graham: Keith Read
- Kate Beahan: Tanya
- Serge Liistro: Sammy el turc
- Pam Western: la mare de Tanya
- Garry Waddell: Kevin Darcy
- Brian Mannix: Ian James
- Skye Wansey: Mandy
- Annalise Emtsis: Shazzy
- Johnnie Targhan: Paul

## Banda original
- Don't Fence Me In, interpretada per Frankie Llana
- Black and Blue, interpretada per Chain
- Sweet Love, interpretada per Renée Geyer
- Bad Boy for Love, interpretada per Rosa Tattoo
- Stuck on You, interpretada per Rosa Tattoo
- Forever Now, interpretada per Cold Chisel
- Release the Bato, interpretada per The Birthday Party
- Senile Dementia, interpretada per The Sants
- Ever Lovin' Man, interpretada per Mick Harvey i The Loved Ones

## Premis i nominacions
- Millor realitzador, millor actor per a Eric Bana i millor segon paper masculí per a Simon Lyndon, en els premis Australian Film Institute l'any 2000.
- Millor realitzador de film independent i millor actor per a Eric Bana, en els premis IF  l'any 2000.
- Millor actor per a Eric Bana, en el Festival del film d'Estocolm l'any 2000.
- Gran premi i premi de la crítica, en el Festival del film policíac de Cognac l'any 2001.
- Millor film, millor realitzador, millor actor per a Eric Bana i millor segon paper masculí per a Simon Lyndon, en els premis Film Critics Circle of Australia  l'any 2001.